# Max von Müller (Jagdflieger)

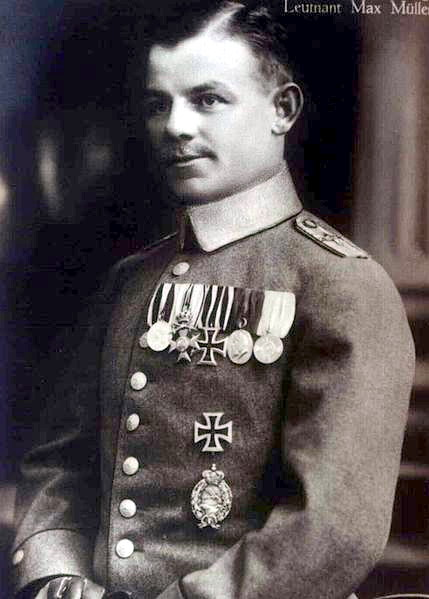
Max Müller mit der Bayerischen Tapferkeitsmedaille (Ordensspange, ganz links)

Max Müller, 1917 Ritter von Müller (* 1. Januar 1887 in Rottenburg an der Laaber; † 9. Januar 1918) war ein bayerischer Jagdflieger im Ersten Weltkrieg und Ritter des Ordens Pour le Mérite.

## Leben
Er war das achte Kind des Händlers Max Müller und dessen Ehefrau Margarethe, geborene Wiesmüller. Nachdem er die Primärschule abgeschlossen hatte, ging er beim Schmiedemeister Lechner in die Lehre. Seine Lehrzeit hinter sich gebracht, zog er als Wandergeselle umher und arbeitete an verschiedenen Orten. Er war ein begeisterter Sportler, der viel von seiner Freizeit mit Sport verbrachte.
Müller trat mit 20 Jahren in das 1. Infanterie-Regiment „König“ der Bayerischen Armee ein und kam 1911 zum Ingenieurkorps. Am 1. Dezember 1913 begann er auf eigenen Wunsch in Schleißheim die Ausbildung zum Flugzeugführer und machte als einer von 817 Flugpionieren noch vor Ausbruch des Ersten Weltkrieges seinen Pilotenschein (sogen.: Alter Adler). Danach wurde er zur Flieger-Abteilung 1 versetzt, der er bei Kriegsbeginn im Dienstgrad eines Sergeanten angehörte.
Der Beförderung zum Vizefeldwebel (Februar 1915) folgte im November desselben Jahres die Ernennung zum Offizierstellvertreter. Bis Mai 1916 flog er 160 Kampfeinsätze. Nach der Ausbildung an Jagdeinsitzern an der Flugschule in Mannheim kam Müller am 18. Mai 1916 zum Kampfeinsitzerkommando (KEK) „B“. Er verließ Ende Juli 1916 die bayerische Fliegertruppe und kam am 1. September 1916 zur Jagdstaffel 2. Am 10. Oktober 1916 erzielte er seinen ersten Luftsieg über eine britische Airco D.H.2. Am 21. Januar 1917 trat er der neu gegründeten Jagdstaffel (Jasta) 28 bei und errang weitere Luftsiege. Es folgte am 26. August 1917 seine Beförderung zum Leutnant. Am 3. September 1917 erhielt Müller den Orden Pour le Mérite und kehrte Ende Oktober wieder zur Jasta Boelcke zurück. Durch die Verleihung des bayerischen Militär-Max-Joseph-Ordens wurde er außerdem in den persönlichen, nicht-vererbbaren Adelsstand erhoben und erhielt den Titel „Ritter von“. Am 6. Januar 1918 wurde er Staffelführer. Nur drei Tage später wurde er in seiner Albatros D.III bei einem Angriff auf eine R.E.8 bei Moorslede in Westflandern abgeschossen. Sein Flugzeug stürzte brennend ab. Er überlebte nicht.

### Ehrenbürger

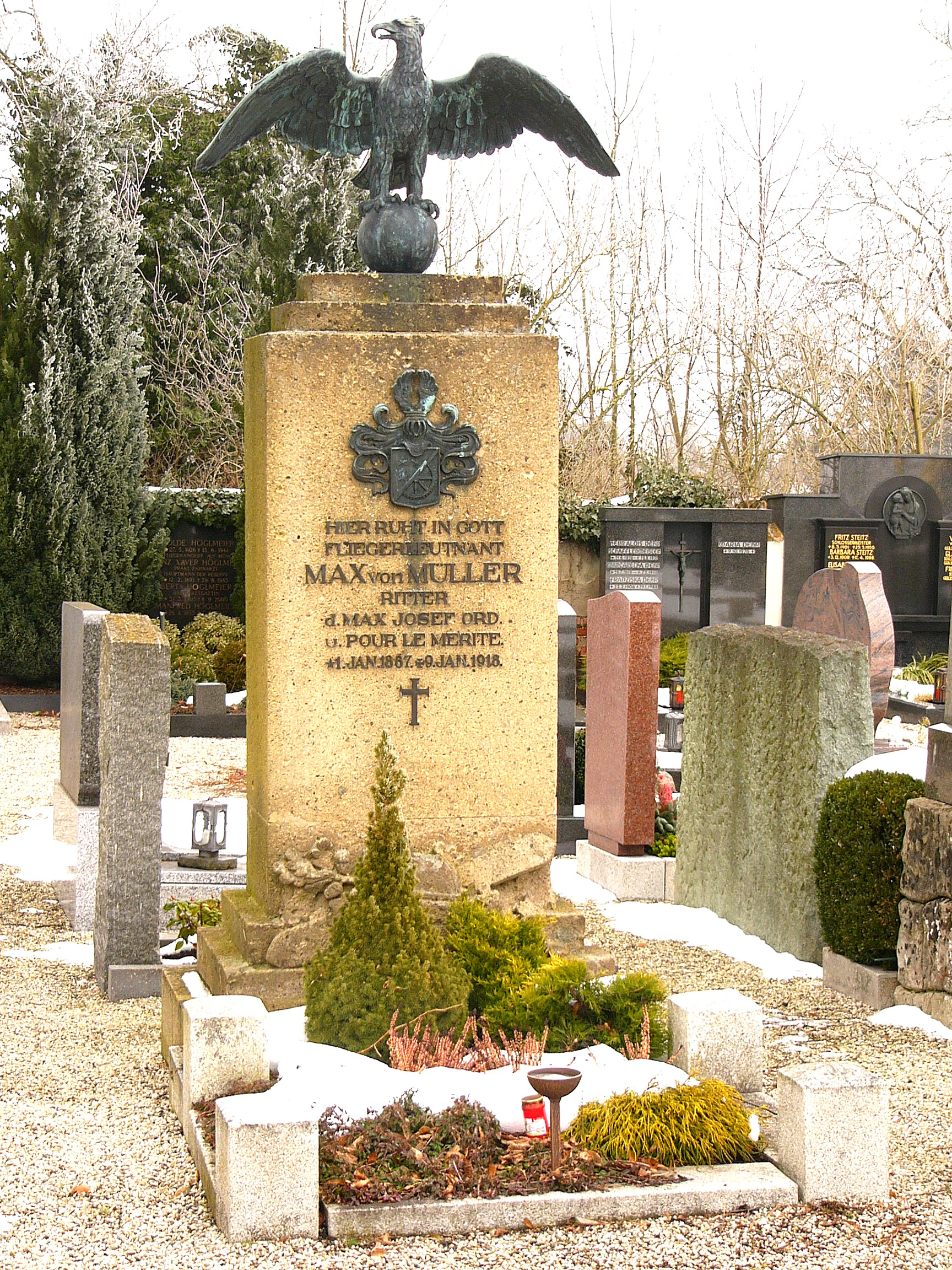
Grabstätte

Seine Heimatgemeinde Rottenburg an der Laaber ernannte Max von Müller am 23. September 1917 zum Ehrenbürger. Nach seinem Tod errichtete sie ihm ein Grabmal auf dem Bergfriedhof und übernahm dessen Pflege. Die Inschrift auf seinem Grabmal lautet:
„Hier ruht in Gott Fliegerleutnant MAX von MÜLLER, Ritter des Max Josef Ordens und Pour le Mérite, * 1. Januar 1887; † 9. Januar 1918.“
Über dem Grabstein wacht ein Adler, auf dessen Vorderseite ein Fliegerhelm mit Eichenlaub angebracht ist; auf der Rückseite des Grabes sind die Auszeichnungen von Ritter von Müller zu lesen. In der Nähe des Grabes befindet sich das Familiengrab Müller mit einer Gedenkplatte für Max. Außerdem ist die Hauptstraße Rottenburgs nach ihm benannt, ebenso ein Weg in Nürnberg.

## Auszeichnungen
- Eisernes Kreuz (1914) II. und I. Klasse
- Kreuz der Inhaber des Königlichen Hausordens von Hohenzollern mit Schwertern am 14. Juli 1917[5]
- Pour le Mérite[5] am 3. September 1917
- Flugzeugführerabzeichen (Bayern)
- Silberne und Goldene Bayerische Tapferkeitsmedaille[5]
- Ritterkreuz des Militär-Max-Joseph-Ordens[5]
- Goldene Württembergische Tapferkeitsmedaille[5]